# Sorghum stipoideum
Sorghum stipoideum är en gräsart som först beskrevs av Alfred James Ewart och Jean White, och fick sitt nu gällande namn av Charles Austin Gardner och Charles Edward Hubbard. Sorghum stipoideum ingår i släktet durror, och familjen gräs. Inga underarter finns listade i Catalogue of Life.